# 赣州西站
赣州西站位于江西省赣州市南康区凤岗镇，是京港客运专线的一座火车站，站房中心里程为昌赣客专DK422+253，2019年12月26日正式开通运营。

## 概况
赣州西站站房为跨线高架站房，旅客流线为上进下出。

## 车站结构
本站为高架二层车站（4台8线）。

### 车站楼层
| 地上二层 | 侧式站台 | 侧式站台                                | 侧式站台 | 侧式站台 |
|          | 上行站台 | 昌深高速铁路 深圳北方向（下站：信丰西） |          |          |
|          | 上行站台 | 昌深高速铁路 深圳北方向（下站：信丰西） |          |          |
|          | 岛式站台 |                                         |          |          |
|          | 上行站台 | 昌深高速铁路 深圳北方向（下站：信丰西） |          |          |
|          |          | 昌深高速铁路 深圳北方向越行线           |          |          |
|          |          | 昌深高速铁路 南昌方向越行线             |          |          |
|          | 下行站台 | 昌深高速铁路 南昌方向（下站：赣县北）   |          |          |
|          | 岛式站台 |                                         |          |          |
|          | 下行站台 | 昌深高速铁路 南昌方向（下站：赣县北）   |          |          |
|          | 下行站台 | 昌深高速铁路 南昌方向（下站：赣县北）   |          |          |
|          | 侧式站台 |                                         |          |          |
| 地面     | 站厅     | 售票处、进站口、候车区、出站口          |          |          |